# 旧圣昂
旧圣昂（法語：Saint-Haon-le-Vieux，法語發音：[sɛ̃t‿ɑ̃ lə vjø]）是法国卢瓦尔省的一个市镇，位于该省西北部，属于罗阿讷区。

## 地理
旧圣昂（46°4'28"N, 3°54'29"E）面积16.34 平方千米，位于法国奥弗涅-罗讷-阿尔卑斯大区卢瓦尔省，该省份为法国中南部省份，北起顺时针与索恩-卢瓦尔省、罗讷省、伊泽尔省、阿尔代什省、上盧瓦爾省、多姆山省和阿列省接壤。
与旧圣昂接壤的市镇（或旧市镇、城区）包括：昂比耶勒、勒奈松、圣日耳曼-莱斯皮纳斯、圣昂勒沙泰勒、圣里朗、圣罗曼拉莫特。
旧圣昂的时区为UTC+01:00、UTC+02:00（夏令时）。

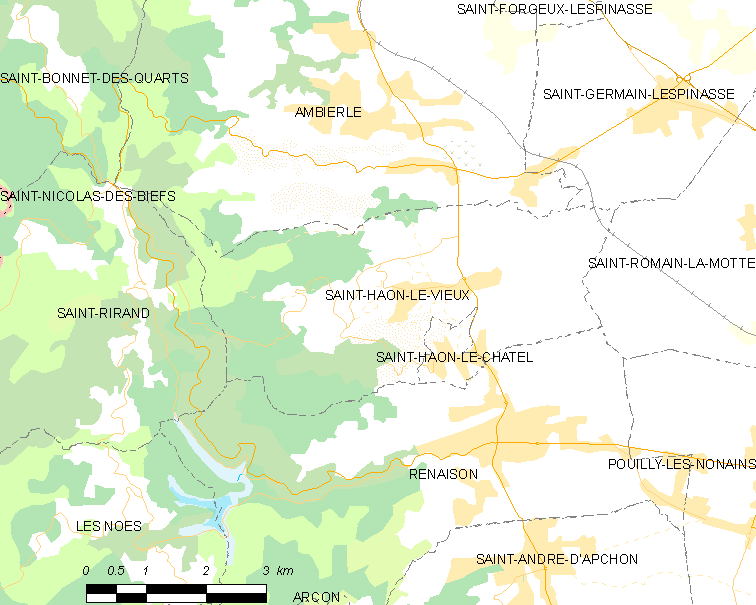
旧圣昂的OSM定位图

## 行政
旧圣昂的邮政编码为42370，INSEE市镇编码为42233。

## 政治
旧圣昂所属的省级选区为勒奈松县。

## 人口

1962-2008年间旧圣昂人口变化图示

旧圣昂于2022年1月1日时的人口数量为961人。